# Trichogramma
Las avispillas del género Trichogramma son uno de los grupos más estudiados como controles biológicos de plagas de cultivos. Las avispas Trichogramma son unos pequeños insectos himenópteros, de 1 mm de longitud o aun menos; parasitan los huevos de varios insectos que pueden llegar a ser plaga de los cultivos. Son fáciles de transportar y liberar en campos que sufran ataques de plagas.
Hay más de 220 especies de Trichogramma y muchas son tan parecidas que se necesita el examen de algún experto para diferenciarlas. Estas avispillas se usan actualmente en el control de, al menos 28 especies de insectos, entre ellos Helicoverpa zea, Cydia pomonella, y Ostrinia nubilalis. Las avispillas hembras ponen sus huevos dentro de los huevos de otros insectos y sus larvas consumen el embrión y otros contenidos del huevo parasitado.

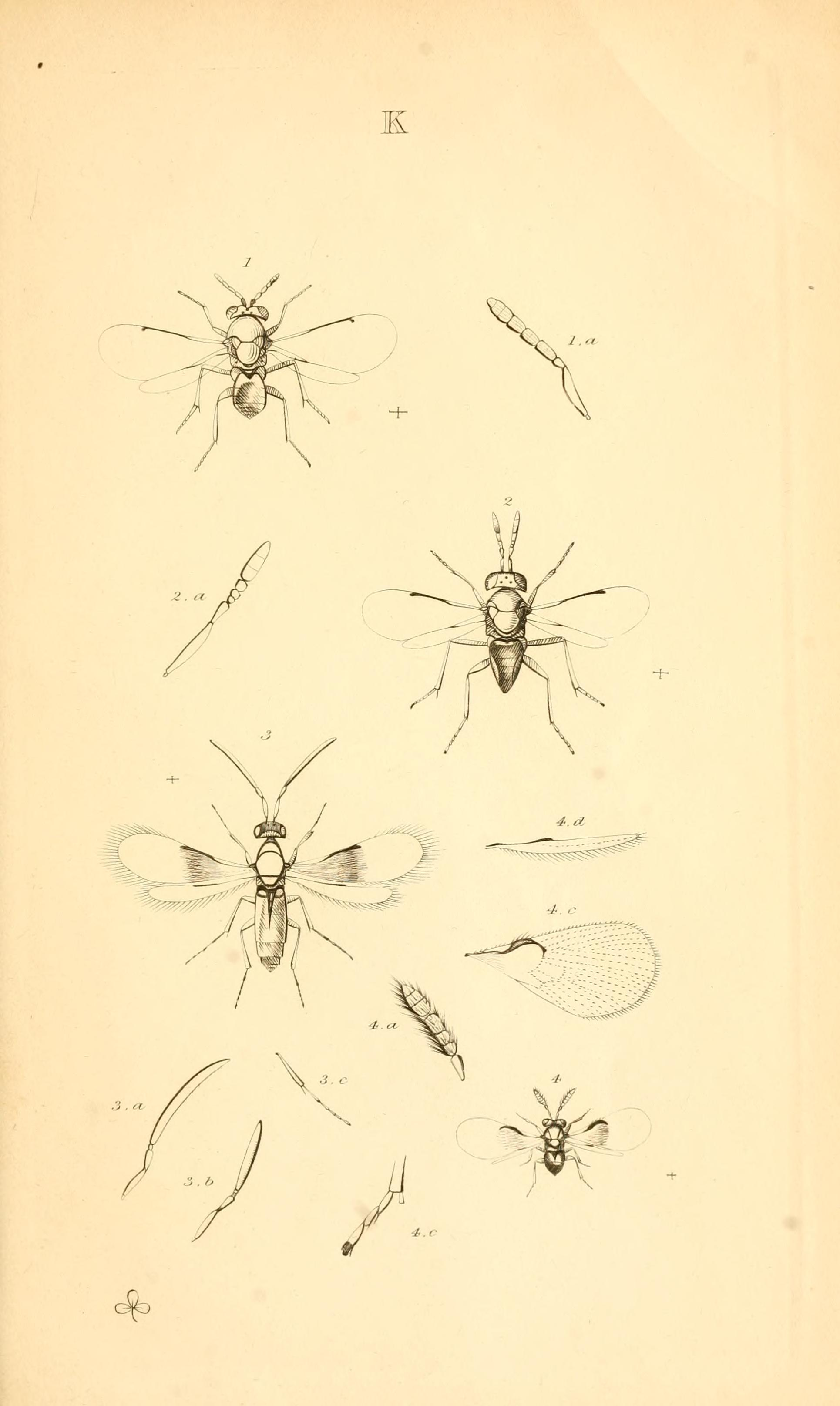
1. Coecophagus scutellaris. 2 Aphelinus basalis. 3 Thusanus ater 4 Trichogramma evanescens. Monographia Chalciditum

## Lista de especies
(Incompleta)
- Trichogramma acacioi Brun, Gomez de Moraes & Aragáo Soares, 1984
- Trichogramma acantholydae Pintureau & Kenis, 2000
- Trichogramma achaeae Nagaraja & Nagarkatti, 1969
- Trichogramma acuminatum Querino & Zucchi, 2003
- Trichogramma acutovirilia Pinto, 1998
- Trichogramma adashkevitshi Sorokina, 1984
- Trichogramma agriae Nagaraja, 1973
- Trichogramma agrotidis Voegelé & Pintureau, 1982
- Trichogramma aldanense Sorokina, 1989
- Trichogramma alloeovirilia Querino & Zucchi, 2003
- Trichogramma alpha Pinto, 1998
- Trichogramma aomoriense Honda, 2006
- Trichogramma arcanum Pinto, 1998
- Trichogramma artonae Chen & Pang, 1986
- Trichogramma atopovirilia Oatman & Platner, 1983
- Trichogramma atropos Pinto, 1992
- Trichogramma aurosum Sugonjaev & Sorokina, 1976
- Trichogramma australicum Girault, 1912
- Trichogramma bactrianum Sugonjaev & Sorokina, 1976
- Trichogramma ballmeri Pinto, 1998
- Trichogramma bellaunionense Basso & Pintureau, 2001
- Trichogramma bennetti Nagaraja & Nagarkatti, 1973
- Trichogramma bertii Zucchi & Querino, 2003
- Trichogramma bilingensis He & Pang, 2000
- Trichogramma bispinosum Pinto, 1998
- Trichogramma bistrae (Kostadinov, 1988)
- Trichogramma bourarachae Pintureau & Babault, 1988
- Trichogramma bournieri Pintureau & Babault, 1988
- Trichogramma brassicae Bezdenko, 1968
- Trichogramma brevicapillum Pinto & Platner, 1978
- Trichogramma brevifringiata Yousuf & Shafee, 1987
- Trichogramma browningi Pinto & Oatman, 1985
- Trichogramma bruni Nagaraja, 1983
- Trichogramma buesi Voegelé, 1985
- Trichogramma cacoeciae Marchal, 1927
- Trichogramma californicum Nagaraja & Nagarkatti, 1973
- Trichogramma canadense Pinto, 1998
- Trichogramma carverae Oatman & Pinto, 1987
- Trichogramma castrensis Velasquez de Rios & Teran, 1995
- Trichogramma cephalciae Hochmut & Martinek, 1963
- Trichogramma chilonis Ishii, 1941
- Trichogramma chilotraeae Nagaraja & Nagarkatti, 1969
- Trichogramma choui Chan & Chou, 2000
- Trichogramma chusniddini Sorokina & Atamirzayeva, 1993
- Trichogramma closterae Pang & Chen, 1974
- Trichogramma clotho Pinto, 1992
- Trichogramma colombiensis Velasquez de Rios & Teran, 1995
- Trichogramma cordubensis Vargas & Cabello, 1985
- Trichogramma cultellus Jese, Hirose & Honda, 2005
- Trichogramma danubiense Birova & Kazimirova, 1997
- Trichogramma daumalae Dugast & Voegelé, 1984
- Trichogramma deion Pinto & Oatman, 1986
- Trichogramma demoraesi Nagaraja, 1983
- Trichogramma dendrolimi Matsumura, 1926
- Trichogramma dianae Pinto, 1998
- Trichogramma dissimilis Zucchi, 1988
- Trichogramma distinctum Zucchi, 1988
- Trichogramma drepanophorum Pinto & Oatman, 1985
- Trichogramma elegantum Sorokina, 1984
- Trichogramma embryophagum (Hartig, 1838)
- Trichogramma erebus Pinto, 1998
- Trichogramma erosicornis Westwood, 1879
- Trichogramma esalqueanum Querino & Zucchi, 2003
- Trichogramma ethiopicum (Risbec, 1956)
- Trichogramma euproctidis (Girault, 1911) —
- Trichogramma evanescens Westwood, 1833 —
- Trichogramma exiguum Pinto & Platner, 1978
- Trichogramma falx Pinto & Oatman, 1996
- Trichogramma fasciatum (Perkins, 1912) —
- Trichogramma flandersi Nagaraja & Nagarkatti, 1969
- Trichogramma forcipiformis Zhang & Wang, 1982
- Trichogramma fuentesi Torre, 1980
- Trichogramma funestrum Pinto & Oatman, 1988
- Trichogramma funiculatum Carver, 1978
- Trichogramma fuzhouense Lin, 1994
- Trichogramma gabrielino Pinto, 1998
- Trichogramma galloi Zucchi, 1988
- Trichogramma gicai Pintureau & Stefanescu, 2000
- Trichogramma gordhi Pinto, 1998
- Trichogramma hesperidis Nagaraja, 1973
- Trichogramma higai Oatman & Platner, 1982
- Trichogramma huberi Pinto, 1998
- Trichogramma infelix Pinto, 1998
- Trichogramma ingricum Sorokina, 1984
- Trichogramma interius Pinto, 1998
- Trichogramma inyoense Pinto & Oatman, 1985
- Trichogramma iracildae Querino & Zucchi, 2003
- Trichogramma itsybitsi Pinto & Stouthamer, 2002
- Trichogramma ivelae Pang & Chen, 1974
- Trichogramma jalmirezi Zucchi, 1988
- Trichogramma japonicum Ashmead, 1904
- Trichogramma jaxarticum Sorokina, 1984
- Trichogramma jezoensis Ishii, 1941
- Trichogramma julianoi Platner & Oatman, 1981
- Trichogramma kalkae Schulten & Feijen, 1978
- Trichogramma kaykai Pinto & Stouthamer, 1997
- Trichogramma kayo Risbec, 1951
- Trichogramma kurosuae Taylor, Yashiro, Hirose & Honda, 2005
- Trichogramma lachesis Pinto, 1992
- Trichogramma lacustre Sorokina, 1978
- Trichogramma lasallei Pinto, 1998
- Trichogramma lenae Sorokina, 1991
- Trichogramma leptoparameron Dyurich, 1987
- Trichogramma leucaniae Pang & Chen, 1974
- Trichogramma leviculum Pinto, 1998
- Trichogramma lingulatum Pang & Chen, 1974
- Trichogramma longxishanense Lin, 1994
- Trichogramma lopezandinensis Sarmiento, 1993
- Trichogramma maltbyi Nagarajaé & Nagarkatti, 1973
- Trichogramma mandelai Pintureau & Babault, 1988
- Trichogramma manicobai Brun, Gomez de Moraes & Aragáo Soares, 1984
- Trichogramma maori Pinto & Oatman, 1996
- Trichogramma marandobai Brun, Gomez de Moraes & Aragáo Soares, 1986
- Trichogramma margianum Sorokina, 1984
- Trichogramma marthae Goodpasture, 1986
- Trichogramma marylandense Thorpe, 1982
- Trichogramma maxacalii Voegelé & Pointel, 1980
- Trichogramma meteorum Vincent, 1986
- Trichogramma minutum Riley, 1871 —
- Trichogramma mirabile Dyurich, 1987
- Trichogramma misiae Kostadinov, 1987
- Trichogramma mullensi Pinto, 1998
- Trichogramma mwanzai Schulten & Feijen, 1982
- Trichogramma nemesis Pinto, 1998
- Trichogramma nerudai Pintureau & Gerding, 1999
- Trichogramma nestoris (Kostadinov, 1991)
- Trichogramma neuropterae Chan & Chou, 1996
- Trichogramma nomlaki Pinto & Oatman, 1985
- Trichogramma nubilale Ertle & Davis, 1975
- Trichogramma obscurum Pinto, 1998
- Trichogramma offella Pinto & Oatman, 1985
- Trichogramma okinawae Honda, 2006
- Trichogramma oleae Voegelé & Pointel, 1979
- Trichogramma ostriniae Pang & Chen, 1974
- Trichogramma pallidiventris Nagaraja, 1973
- Trichogramma panamense Pinto, 1998
- Trichogramma pangi Lin, 1989
- Trichogramma papilionidis Viggiani, 1972
- Trichogramma papilionis Nagarkatti, 1974
- Trichogramma parkeri Nagarkatti, 1975
- Trichogramma parnarae Huo, 1986
- Trichogramma parrai Querino & Zucchi, 2003
- Trichogramma parvum Pinto, 1998
- Trichogramma pelovi Kostadinov, 1986
- Trichogramma perkinsi Girault, 1912
- Trichogramma piceum Dyurich, 1987
- Trichogramma piniperda Wolff, 1915
- Trichogramma pinneyi Schulten & Feijen, 1978
- Trichogramma pintoi Voegelé, 1982
- Trichogramma pintureaui Rodríguez & Galán, 1993
- Trichogramma plasseyensis Nagaraja, 1973
- Trichogramma platneri Nagarkatti, 1975
- Trichogramma pluto Pinto, 1998
- Trichogramma poliae Nagaraja, 1973
- Trichogramma polychrosis Chen & Pang, 1981
- Trichogramma pratissolii Querino & Zucchi, 2003
- Trichogramma pratti Pinto, 1998
- Trichogramma pretiosum Riley, 1879 —
- Trichogramma primaevum Pinto, 1992
- Trichogramma principium Sugonjaev & Sorokina, 1976
- Trichogramma psocopterae Chan & Chou, 1996
- Trichogramma pusillum Querino & Zucchi, 2003
- Trichogramma raoi Nagaraja, 1973
- Trichogramma retorridum (Girault, 1911) —
- Trichogramma rojasi Nagaraja & Nagarkatti, 1973
- Trichogramma rossicum Sorokina, 1984
- Trichogramma santarosae Pinto, 1998
- Trichogramma sathon Pinto, 1998
- Trichogramma savalense Sorokina, 1991
- Trichogramma sembeli Oatman & Platner, 1982
- Trichogramma semblidis (Aurivillius, 1897) —
- Trichogramma semifumatum (Perkins, 1910) —
- Trichogramma sericini Pang & Chen, 1974
- Trichogramma shaanxiensis Huo, 1991
- Trichogramma shchepetilnikovae Sorokina, 1984
- Trichogramma sibericum Sorokina, 1981
- Trichogramma silvestre Sorokina, 1984
- Trichogramma sinuosum Pinto, 1998
- Trichogramma sogdianum Sorokina, 1984
- Trichogramma sorokinae Kostadinov, 1986
- Trichogramma stampae Vincent, 1986
- Trichogramma sugonjaevi Sorokina, 1984
- Trichogramma suorangelina Pinto, 1998
- Trichogramma taiwanense Chan & Chou, 2000
- Trichogramma talitzkii Dyurich, 1987
- Trichogramma tenebrosum Oatman & Pinto, 1987
- Trichogramma thalense Pinto & Oatman, 1985
- Trichogramma tielingensis Zhang & Wang, 1982
- Trichogramma trjapitzini Sorokina, 1984
- Trichogramma tshumakovae Sorokina, 1984
- Trichogramma tupiense Querino & Zucchi, 2003
- Trichogramma umerus Jose, Hirose & Honda, 2005
- Trichogramma urquijoi Cabello Garcia, 1986
- Trichogramma ussuricum Sorokina, 1984
- Trichogramma valentinei Pinto & Oatman, 1996
- Trichogramma vargasi Oatman & Platner, 1982
- Trichogramma viggianii Pinto, 1998
- Trichogramma yabui Honda & Taylor, 2006
- Trichogramma yawarae Hirai & Fursov, 1998
- Trichogramma zahiri Polaszek, 2002
- Trichogramma zeirapherae Walter, 1985
- Trichogramma zeta Pinto, 1998
- Trichogramma zucchii Querino, 2003